# Hyderabad Street Circuit
Der Hyderabad Street Circuit war eine 2,835 km lange Motorsport-Rennstrecke in den Straßen von Hyderabad, Telangana, Indien.
Der Straßenkurs wurde im und um den Secretariat Complex angelegt und führt durch den Lumbini-Park, der am Ufer des Hussain-Sagar-Sees liegt. Der Hyderabad E-Prix 2023 im Rahmen der FIA-Formel-E-Weltmeisterschaft 2022/23 wurde auf der Strecke ausgetragen. Es war das erste Formel-E-Rennen, das in Indien stattfand.

## Geschichte
Hyderabad war eine von mehreren indischen Städten, die sich um die Austragung eines Rennens der FIA-Formel-E-Weltmeisterschaft beworben hatten, obwohl sie erst ernsthaft in Betracht gezogen wurde, nachdem die COVID-19-Pandemie die Gespräche zwischen der FIA und den vorgeschlagenen Austragungsorten Delhi und Mumbai gestoppt hatte. Am 17. Januar 2022 unterzeichnete die Regierung von Telangana eine Absichtserklärung mit der FIA-Formel-E-Weltmeisterschaft, den Hyderabad E-Prix zu veranstalten. Der Hyderabad E-Prix wurde daraufhin im ersten provisorischen Kalender für die Saison 2022/23 als viertes Rennen der Saison aufgeführt, mit einem ursprünglichen Termin am 11. Februar 2023.
Neben der FIA-Formel-E-Weltmeisterschaft sollten auf dem Hyderabad Street Circuit auch Rennen der indischen Formel-Regionalmeisterschaft und der indischen Formel 4-Meisterschaft ausgetragen werden, doch beide Meisterschaften wurden 2022 abgesagt. Nach der Absage dieser Meisterschaften richtete die Rennstrecke im Jahr 2022 nur noch die Indian Racing League aus.
2023 wurde das Rennen der Formel-E in Hyderabad ausgetragen, welches Jean-Éric Vergne gewann. Die Indian Racing League sollte ursprünglich auch im selben Jahr ein Rennen dort abhalten, dieses wurde jedoch auf den Madras Motor Race Track verschoben.

## Rennstrecke

Necklace Road, Hyderabad

Der Startpunkt der Rennstrecke liegt gegenüber dem NTR Garden, von wo aus sie über die NTR Marg und die IMAX Road führt, bevor sie in einer Schleife zum Startpunkt zurückkehrt. Die Strecke ist im Durchschnitt elf Meter breit. Für die teilnehmenden Teams wurden in der Nähe der IMAX-Kurve insgesamt zwölf FIA-Boxen errichtet. Es gibt zwei Entwürfe für die Strecke: einen von PPE Racing (Design A) und einen von Driven International (Design B). Die Fahrer kritisierten Design A wegen seiner etwas phallischen Form. Norman Nato sagte sogar, dass „die Strecke wie ein Dildo aussieht“. Design A wurde später verworfen und durch Design B ersetzt. Driven International, die Schöpfer von Design B, haben unter anderem den Yas Marina Circuit in Abu Dhabi 2021 neu gestaltet.
Entwurf B änderte zahlreiche Aspekte der Strecke, beispielsweise wurde die Haarnadelkurve in Kurve eins weniger eng und eine Schikane zwischen Kurve sechs und Kurve sieben hinzugefügt. Entwurf B verlegte auch die Boxengasse vor die neu eingebaute Schikane.

## Rundenrekorde
Ab Februar 2023 werden die schnellsten offiziellen Rennrundenrekorde auf dem Hyderabad Street Circuit wie folgt aufgeführt:
| Kategorie                                | Zeit                              | Fahrer                            | Fahrzeug                          | Veranstaltung                                 |
| Formel-E-Strecke: 2,835 km (2023)        | Formel-E-Strecke: 2,835 km (2023) | Formel-E-Strecke: 2,835 km (2023) | Formel-E-Strecke: 2,835 km (2023) | Formel-E-Strecke: 2,835 km (2023)             |
| ---------------------------------------- | --------------------------------- | --------------------------------- | --------------------------------- | --------------------------------------------- |
| FIA-Formel-E-Weltmeisterschaft           | 1:14,698 min                      | Norman Nato                       | Nissan e-4ORCE 04                 | Hyderabad E-Prix 2023                         |
| Originale Strecke: 2,830 km (2022–heute) |                                   |                                   |                                   |                                               |
| CN                                       | 1:16,364 min                      | Jon Lancaster                     | Wolf GB08 Thunder                 | 2022 2nd Hyderabad Indian Racing League round |